# 普淜镇
普淜镇，又作普棚镇，是中华人民共和国云南省大理白族自治州祥云县下辖的一个乡镇级行政单位。

## 历史

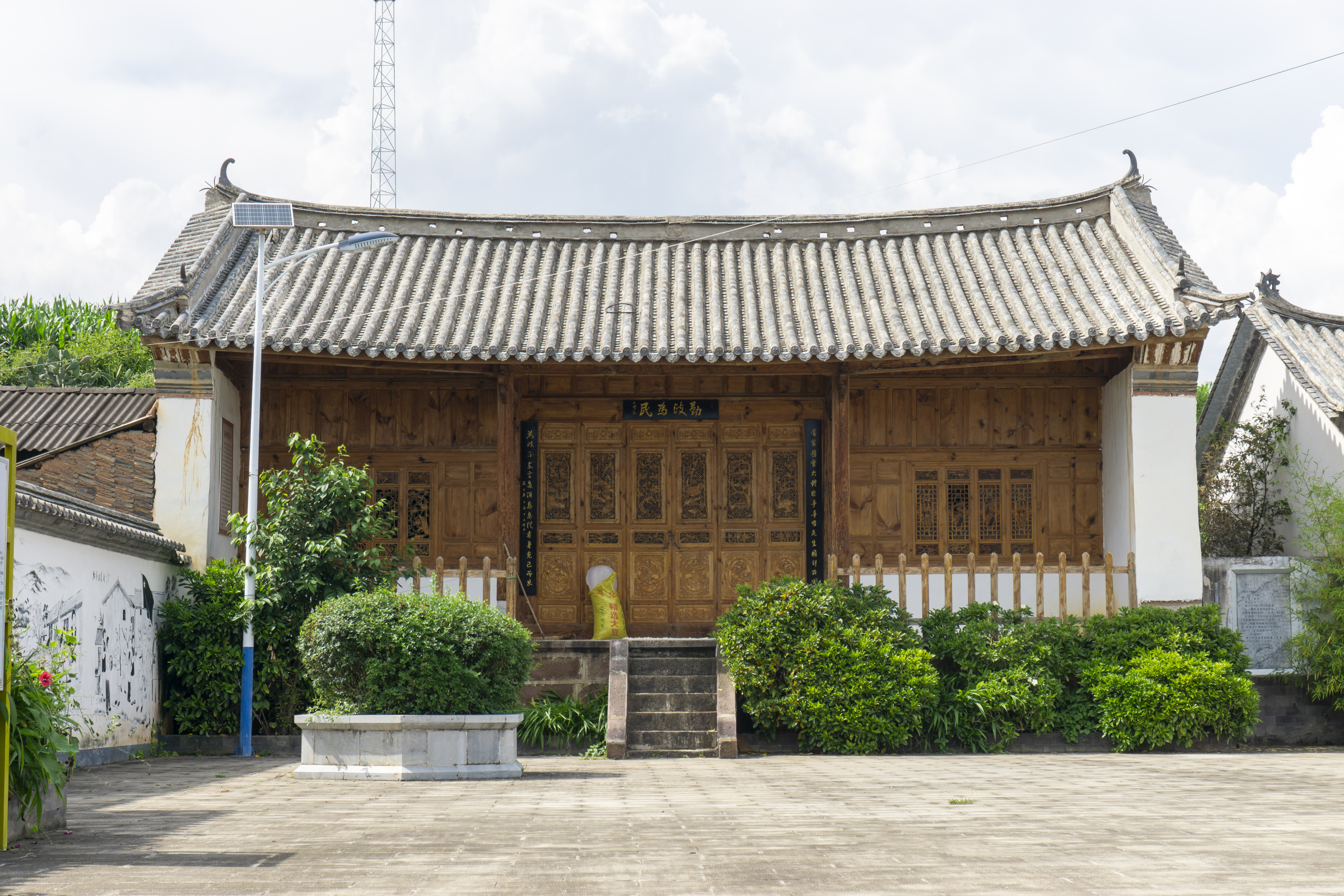
普淜州判署

2001年12月28日撤乡设镇。

## 行政区划
普淜镇下辖以下地区：
折苴么村、黑苴村、西山村、普淜村、杨花冲村、力必甸村、大井村、子乍么村、子乍苴村、易康村、杨家屋村、石门村、格子村和云里厂村。